# Les Marchands
Les Marchands est une pièce de théâtre de Joël Pommerat représentée pour la première fois au Théâtre national de Strasbourg le 20 janvier 2006, puis au Festival d'Avignon en juillet de la même année.